# RFC Xerxes in het seizoen 1965/66
Het seizoen 1965/1966 was het 10e jaar in het bestaan van de Rotterdamse betaaldvoetbalclub Xerxes. De club kwam uit in de Eerste divisie en eindigde daarin op de tweede plaats, dit betekende dat de club rechtstreeks promoveerde naar de Eredivisie. Tevens deed de club mee aan het toernooi om de KNVB beker, hierin werd in de kwartfinale verloren van Sparta (2–6).

## Wedstrijdstatistieken

### Eerste divisie
|       | Alkmaar '54 | Blauw-Wit | SC Cambuur | DHC   | Eindhoven | Holland Sport | NAC   | N.E.C. | RBC   | Sittardia | Velox | Volendam | De Volewijckers | VVV   |
| ----- | ----------- | --------- | ---------- | ----- | --------- | ------------- | ----- | ------ | ----- | --------- | ----- | -------- | --------------- | ----- |
| Thuis | 2 – 0       | 1 – 0     | 3 – 0      | 3 – 2 | 1 – 1     | 7 – 0         | 1 – 0 | 4 – 2  | 5 – 0 | 4 – 1     | 3 – 2 | 6 – 1    | 0 – 1           | 7 – 0 |
| Uit   | 1 – 0       | 1 – 1     | 2 – 4      | 1 – 0 | 0 – 0     | 1 – 3         | 1 – 1 | 0 – 1  | 0 – 1 | 1 – 0     | 2 – 1 | 2 – 1    | 3 – 4           | 1 – 3 |

### KNVB beker
| Groepsfase                                             | Elinkwijk                                                                       | 2 – 4 (2 – 2) | Xerxes                                                            |
| 19 september 1965 Plaats: Utrecht Amsterdamsestraatweg | Henny van Egdom 6' Ton Pansier 40' (e.d.)                                       |               | 17' (pen.) John Spinhoven 33', 50' Nol Heijerman 59' Piet Teuling |
| Groepsfase                                             | Xerxes                                                                          | 2 – 1 (2 – 0) | Excelsior                                                         |
| 7 november 1965 Plaats: Rotterdam Xerxesweg            | Lazar Radović 15', 25'                                                          |               | 85' Joop Munne                                                    |
| Groepsfase                                             | HVC                                                                             | 1 – 3 (0 – 3) | Xerxes                                                            |
| 2 januari 1966 Plaats: Amersfoort Birkhoven            | Rudi Nijenhuis 53'                                                              |               | 5' Lazar Radović 15' Chiel Jansen 37' Ton Pansier                 |
| 2e ronde                                               | Xerxes                                                                          | 2 – 1 (0 – 1) | De Graafschap                                                     |
| 20 februari 1966 Plaats: Rotterdam Xerxesweg           | Lazar Radović 75' Theo van Toledo 85'                                           |               | 33' Joop Hartjes                                                  |
| Kwartfinale                                            | Sparta                                                                          | 6 – 2 (3 – 1) | Xerxes                                                            |
| 16 april 1966 Plaats: Rotterdam Xerxesweg              | Ole Madsen 23', 30', 72' Ton Kemper 34' John Spinhoven 55' (e.d.) Co Onsman 65' |               | 24', 53' Rob Jacobs                                               |

## Statistieken Xerxes 1965/1966

### Eindstand Xerxes in de Nederlandse Eerste divisie 1965 / 1966
| Stand | Gespeeld | Gewonnen | Gelijk | Verloren | Punten | Doelpunten voor | Doelpunten tegen |
| ----- | -------- | -------- | ------ | -------- | ------ | --------------- | ---------------- |
| 2e    | 28       | 18       | 4      | 6        | 40     | 67              | 26               |

### Topscorers
| #      | Naam              | Goal |
| ------ | ----------------- | ---- |
| 1.     | Nol Heijerman     | 20   |
| 2.     | Martin Snoeck     | 12   |
| 3.     | Lazar Radović     | 10   |
| 4.     | Piet Kriesch      | 6    |
| 5.     | Theo van Toledo   | 5    |
| 6.     | Wim Kleinjan      | 4    |
| 7.     | Rob Jacobs        | 3    |
| 7.     | Ton Pansier       | 3    |
| 9.     | John Spinhoven    | 2    |
| 10.    | Aleksandar Jončić | 1    |
| 10.    | Piet Teuling      | 1    |
| Totaal | Totaal            | 67   |

| #      | Naam            | Goal |
| ------ | --------------- | ---- |
| 1.     | Lazar Radović   | 4    |
| 2.     | Nol Heijerman   | 2    |
| 2.     | Rob Jacobs      | 2    |
| 4.     | Chiel Jansen    | 1    |
| 4.     | Ton Pansier     | 1    |
| 4.     | John Spinhoven  | 1    |
| 4.     | Piet Teuling    | 1    |
| 4.     | Theo van Toledo | 1    |
| Totaal | Totaal          | 13   |

## Voetnoten
Alkmaar '54 ·
Blauw-Wit ·
Cambuur ·
DHC ·
Eindhoven ·
Holland Sport ·
NAC ·
N.E.C. ·
RBC ·
Sittardia ·
Velox ·
Volendam ·
De Volewijckers ·
VVV ·
Xerxes